# Les Soupçons d'une mère

Les Soupçons d'une mère (Someone She Knows) est un téléfilm américain réalisé par Eric Laneuville et diffusé en 1994 à la télévision.

## Synopsis
Une femme doit retrouver le meurtrier de son môme afin de le venger.

## Fiche technique
- Réalisation : Eric Laneuville
- Scénario : Carol Monpere
- Pays :  États-Unis
- Genre : Drame
- Durée : 95 min

## Distribution
- Markie Post (VF : Michèle Buzynski) : Laurie Philips
- Gerald McRaney (VF : Gilbert Lévy) : Frank Mayfield
- Jeffrey Nordling (VF : Patrick Borg) : Greg Philips
- Spencer Garrett (VF : Georges Caudron) : le lieutenant Harry Kramer
- Sharon Lawrence (VF : Dominique Chauby) : Sharon
- Kathleen Lloyd : Valerie Gardner
- Harold Sylvester (VF : Thierry Desroses) : le lieutenant Jack Emery
- Phillip Van Dyke : Cash Gardner
- Jamie Renée Smith : Brandy Gardner
- Sarah Freeman : Marilee Philips
- Alma Beltran : Thelma Lambeth
- Jeff Doucette : le shérif-adjoint Olsen
- L. A. Sargant : Randy Kimble
- Jason Dohring : Billy
- Charles Hoyes : Bob Lacey
- Sandra Kinder : Delia
- Allen Carter : le médecin légiste
- Michael Ellis : le prêtre
- Page Leong : la responsable du bureau
- Suzanne Carney : la professeure
- Don Hood
- Shawn Modrell